# Cellnex Telecom
Cellnex Telecom est une entreprise espagnole spécialisée dans les infrastructures de télécommunication notamment dans la gestion des pylônes de télécommunication (aussi appelé une TowerCo).

## Histoire
Les origines de Cellnex Telecom remontent jusqu'en 2000, lorsque Acesa Telecom, filiale de la société Acesa, devient majoritaire au capital de Tradia, gestionnaire de réseaux de télécommunication privatisé par le gouvernement catalan,.
En 2003, à la suite de la fusion l'année précédente des groupes Acesa et Aurea pour donner naissance à Abertis, Acesa Telecom devient Abertis Telecom.
La société entre au capital de l'opérateur de satellites Eutelsat fin 2006 et y reste jusqu'en 2014.
La frénésie d'acquisition de pylônes de télécommunications portée par le groupe commence en 2012, lors du rachat à Telefónica de 1 000 pylônes, puis l'année suivante de 4 227 unités auprès de Yoigo et Telefónica pour 385 millions d'euros.
Abertis annonce le rachat en 2014 de TowerCo, filiale d'Atlantia gérant plus de 300 sites, pour 94,6 millions d'euros. C'est la première opération de ce genre pour Abertis Telecom en dehors d'Espagne.
Abertis Telecom change de nom pour Cellnex Telecom le 1er avril 2015 ; le même mois, l'entreprise est introduite en bourse. Abertis met sur le marché 55% du capital, gardant une participation minoritaire. Le groupe s'en désengage définitivement en 2018 lors de la vente à Edizione de sa part restante de 29.9%.
En avril 2015, Cellnex achète 7 400 pylônes en Italie à Wind pour 693 millions d'euros.
En juillet 2016, Cellnex acquiert 230 pylônes de Bouygues Telecom pour 80 millions d'euros, une seconde partie de l'accord induit le transfert de 270 autres pylônes dans l'année qui suit. En février 2017, Bouygues Telecom vend 1 800 autres pylônes pour 500 millions d'euros. Ce nouvel accord inclut la création d'un partenariat pour la construction de nouveaux pylônes mis en œuvre par Bouygues Telecom mais possédés par Cellnex.
En septembre 2016, Cellnex annonce l'acquisition de Shere Group pour 393 millions d'euros, Shere Group possède alors 464 pylônes aux Pays-Bas et 540 pylônes au Royaume-Uni.
En mai 2017, Sunrise vend 2 239 pylônes de télécommunications à un consortium incluant Cellnex pour 500 millions de francs suisses.
En octobre 2017, Cellnex déménage son siège social de Barcelone à Madrid, à la suite des événements indépendantistes. 
En mai 2019, Iliad et Salt vendent leurs pylônes de télécommunications en France, Italie et Suisse à Cellnex Telecom pour 2,7 milliards d'euros. Cet accord concerne 5 700 pylônes en France et 2 200 en Italie.
En octobre 2019, Cellnex annonce l'acquisition des activités télécoms d'Arqiva pour 2,5 milliards de dollars, lui donnant accès à 7 400 pylônes situées principalement au Royaume-Uni.
En janvier 2020, Cellnex annonce l'acquisition d'Omtel, une entreprise portugaise de gestion de pylônes de télécommunications, avec 3 000 pylônes gérés, pour 800 millions d'euros.
Le 21 janvier 2020, Cellnex annonce la signature d'un contrat-cadre avec Arteria (groupe RTE) pour opérer la gestion de son parc de 200 pylônes, qui pourrait se porter à 800 pylônes dans les années à venir. Le contrat porte sur une durée de dix ans.
En février 2020, Cellnex signe un contrat de 30 ans avec Bouygues Telecom pour relier en fibre optique ses antennes téléphoniques, via une coentreprise entre les deux entreprises.
En avril 2020, Cellnex annonce l'acquisition des activités de tours de télécommunications portugaises de NOS, comprenant près de 2 000 tours, pour 375 millions d'euros. 
En juillet 2020, Cellnex annonce une augmentation de capital de 4 milliards d'euros.
Le 12 novembre 2020, Cellnex achète 24 600 pylônes dans toute l'Europe au groupe hongkongais CK Hutchinson, pour un total de 10 milliards d'euros. Le groupe espagnol s'engage également à déployer 5250 nouveaux sites dans les huit prochaines années pour son client hongkongais. Ceci représente un investissement de 1,4 milliard d'euros.
En février 2021, Altice France annonce céder sa participation majoritaire dans Hivory, qui gère 10 500 sites, à Cellnex, pour une valeur d'entreprise de 5,2 milliards d'euros,. En mars 2021, Cellnex annonce une augmentation de capital estimée à 7 milliards d'euros, notamment pour financer cette dernière acquisition.
En septembre 2024, Cellnex a lancé des discussions pour vendre sa division de centres de données en France, qui pourrait être évaluée à plusieurs centaines de millions d'euros.